# 私立海南大學
私立海南大學，簡稱海大，是建於國共內戰時的一所曇花一現的高校，海南大學籌備於1946年，於1947年建校，1950年便關閉，為期僅二年半。是海南第一所高等院校，在海南歷史上有重要意義。

## 校史

### 籌備階段
1948年6月9日，時任廣州市长陳策邀請海南籍人士集議，決定成立『私立海南大學籌備委員會』，推舉陳策、黃珍吾、曾三省、朱潤深、雲照坤、韓漢藩、梁大鵬等十二人為籌備委員。在組織和人士安排妥當後，即在廣州和海口兩地設置『私立海南大學籌備處』以擴大聲援、徵募資金、接收日產。在宋子文領銜的445位發起人中，非海南籍共95位，有孫科、鄒魯、張發奎、羅家倫、傅斯年、許崇清、鄭彥棻等人，海南籍的有王俊、韓漢英、陳序經、顏任光、鄭介民等人。韓漢英在1947年調任廣東省政府委員兼瓊崖行政督察專員，他為海大的建校和校址的選定做出了很大的貢獻。
籌備委員會的募款目標是1,438,750美元，捐贈者大多是香港和海外瓊僑，星馬、泰國的僑胞也做了巨大的貢獻。因為紙幣貶值，物價暴漲，經費支絀，1949年4月，校長顏任光和總務長黃昌度轉向實物的募捐。
1947年4月1日，梁大鵬草擬『海南大學創辦計劃』正式公佈施行。計劃中提到，希望將海大設計成一所針對海南熱帶自然地理環境的強調熱帶科學研究的高校，海大是私立大學，必須做到自給自足，故應附帶經營農場、工廠、鹽場、魚廠等設施，還提到海大要服務於海南經濟建設發展和職業教育，並且讓海大自身成立一個教育體系，附設中學等機構。

### 正式開學
1947年秋，海南大學正式開學。但根據1943年2月5日所公佈的『修正私立學校規程』第廿六條第一款規定，私立學校需要向其主管的教育行政機關呈報，核准後才允許招生。但校董會成立後未經立案便先行招生開學，引起了嚴重的程序問題。賴宋子文等人關說，教育部派阮康成視察後，於1949年5月獲准立案。校董會的董事共十五人，選舉宋子文為董事長，其餘董事有張發奎、陳策、王俊、韓漢英、黃珍吾、鄭介民、顏任光、陳序經、韓漢藩、梁大鵬、周成梅、雲竹亭、林廷華。上述董事中出張發奎非海南出身，其餘均為海南人。
從1947年到結束，共計招生三次，前兩次招生情況不詳，可知的是僅在廣州和海口招生，第三次則增加香港、湛江、茂名三地招生，實招455人。1949年4月21日，南京易手，國民政府撤退至廣州，馮白駒的瓊崖縱隊也對海南的國軍發動進攻，又因私立學校學費偏高，不是一般軍公人員可以負擔的，所有報考學生甚少。政局不安也導致入學的外省人遠多於本省學生。
畢業於復旦的副校長梁大鵬，也想效仿復旦校風，傾向嚴格管理，而顏任光更傾向自由的學風，因此二人理念相左。海口有反對自由主義的『海濤社』，對顏任光也有所不滿，最終導致了顏的離職。新校長就任後，北方戰局吃緊，海大也陷入經濟危機，在1950年初爆發學潮。

### 改國立大學案
海大面臨這樣的危機，梁大鵬和朱家驊商議後，請求改為國立大學已經成為最有效的方案了。1950年2月8日，學生會決議上書杭立武，請求改制，但教育部的態度是否定的。2月25日，海南建省籌備委員會也呈請將海大改為國立，理由是“與台灣大學並列，建設新海南，為復興中國之基地。”陳濟棠在委員會之外，還給時任教育部長杭立武寫信求助。

### 結束
改國立大學不成的海大只好依靠募捐，陳濟棠及多位校董成立“海大之友會”募集資金。1950年4月16日，林彪對海南到發動攻擊，4月22日，佔領海口，私立海南大學的歷史也隨之結束。

## 校址
海大的校址在海口市海南醫院椰子園，約五百市畝，位於海口市北部，曾是日本駐海南海軍司令部用地，勝利後又六十四軍接管。該軍離瓊後，蔡勁軍部等軍事單位進駐，在籌委會的奔走斡旋下讓與海大作為校址。
海大的實驗農場所屬海大農學院。由瓊海中學（今海南中学）於1947年夏，捐贈其所有的瓊海農場一百畝給海大，作為第一農場。瓊山縣參議會全體參議員一致通過，將縣政府所屬的流水坡農場五百畝連同設備贈予海大，作為第二農場。在接管農場的同時，籌委會決定先辦農業專科學校作為海大的附屬學校，培養農業人才。
工學院有實驗工廠，日軍佔領期間，在海口設有一鉅型機械廠，勝利後歸於中信局粵桂閩敵委產業清理處管理。1947年7月5日，中信局將工廠連同設備廉價售與海大。
醫學院有實驗醫院，在下還設有實習醫院、助產醫院及護士學校。海南醫院的董事長周成梅，1948年3月12日，同意無償以海南醫院為海大醫學院實習醫院。

## 院系設置

### 文理學院
下設：
中文系
外文系
教育系
政治系
經濟系
數學系
物理系
化學系

### 農學院
下設：
農藝系
園藝系
農業經濟系

### 醫學院
不分系

## 教職人員
海南大學教職人員變動很大，和學校緊張的經濟情況和政治局勢都有很大關係。1949年4月20日，校內共有教授40人，教職員共80餘人，同年8月即銳減40餘人。1949年3月，海南大學作為國立教育機構的中轉站，國立長白師範學院的師生就暫時在海大落腳，因此教師問題得以解決。
- 校長：顏任光、范會國
- 副校長：梁大鵬
- 教務長：麥逢秋、劉平侯、吳永福
- 總務長：黃昌度、馮所凱
- 圖書館長：羅斯（Ross）